# 國際文憑大學預科課程

開設國際文憑大學預科課程之學校稱為IB World School

國際文憑大學預科課程（International Baccalaureate Diploma Programme, 簡稱 ）是一個兩年制、對象為16至19歲學生的課程。20世紀60年代中期，一些教育家在日內瓦創立併發展了這一課程，並在6年運作後於1975年設立了雙語文憑。課程由國際文憑（IB）組織及管理，授課語言包括英語、法語和西班牙語。
IBDP學生須在開設IBDP課程的學校進行學習。學生從六類科目中選取6項科目並完成相應的評估，同時還需要完成三項核心科目，即CAS（Creativity, Activity, Service）、TOK（Theory of Knowledge）和EE（Extended Essay）。各科目的成績通常透過內部評估和外部評估兩種評估方式決定。每門學科在課程結束之後往往包括二至三份限時筆試並算入外部評估。內部評估則因學科而異，有可能通過口頭展示、實驗任務或者是寫作等方式進行。一般內部評估先由任課老師評分，隨後由指定的外部審核員（Moderator）進行確認或必要的調整。

## 課程
課程由六個組別組成：包括语言和文學研究、語言習得、個人與社會、實驗科學、數學与计算机科学以及藝術。除上述六個科目之外，學生需完成一組核心科目：知識理論（Theory of Knowledge，TOK）、創意行動服務（Creativity, activity, service, CAS）以及拓展論文（Extended Essay）。每個科目會以1至7分來評分，合共42分；另外在知識理論及拓展論文中成績優異的同學會獲得最多三分(Bonus Points)。因此，學生可以在國際文憑大學預科課程中得到最多45分。

### 學科组别
學生從組別一至組別五中各選一門科目學習，並再從組別六或者先前任意一個允許的組別中選擇一門課作為第六項科目。在這六門科目中，學生選擇三或四門科目作為高級水平科目（Higher Level, HL），其餘的則是標準水平（Standard Level, SL）。如學生選擇不完成整個課程，他們可以單獨挑選個別科目學習，並獲頒他們選修科目的學科證書（Subject Certificates）。根据IBO的规定，高級水平科目要求240小時的上課時間；而標準水平科目則只需150小時。
- 組別一：语言和文學研究提供高级水平或標准水平。—這一般是學生的母語。課程提供超過八十種不同語言供學生修讀。如果學校沒有提供學生的母語以供選讀，他們可以以自學方式修讀，但該語言只可作為標準水平科目[4] 。
  - 第一語言A文學（HL/SL）
  - 第一語言A文學與語言（HL/SL）

- 組別二：語言習得。分为A2（2013年起取消）, B 或ab initio （初學，仅提供SL）三种[5]。這一組的科目可以以第二個A1語言科目代替[4]。
  - 第二語言A2（HL/SL）—這是予能流利地說此語言的同學修讀，或是予以此語言為母語的同學來修讀。（2013年起取消）
  - 第二語言B（HL）—這是予對此語言有4至5年經驗的同學修讀。
  - 第二語言B（SL）—這是予對此語言有2至5年經驗的同學修讀。
  - 第二語言ab initio（SL）—這是予為初學者的同學修讀。

- 組別三：個人與社會—這是人文及社會科學科目。例如「哲學」、「經濟學」、「工商管理」、「心理學」、「社會人類學」、「全球社會資訊科技」(Information technology in a global society ／ITGS)、「地理」和「歷史」。高級水平科目中，歷史科會以不同區域分類：包括「美洲歷史」、「歐洲歷史」、「非洲歷史」、「西亞歷史」和「東亞及東南亞歷史」。所有科目均有相应的高级水平或標准水平。

- 組別四：實驗科學—科目包括：「物理」、「化學」、「生物」、「設計科技」與「環境系統與社會學」。環境系統與社會學僅提供標準水平，其他科目既有高級水平也有普通水平供學生選擇[6]。同時環境系統與社會學既屬於組別三也是組別四。「計算機科學」（普通水平與高級水平）在2014年起正式從組別五被移到組別四中。

- 組別五：數學—當中的科目由淺至深排列是：「數學研習」（普通水平）、「數學」（普通水平與高級水平）與進階数学（高級水平）。[7] 在2019年的大綱修訂中，「數學研習」和「進階數學」兩門課程被移除，而原有的「數學」課程被拆分成「數學：分析與嘗試」與「數學：應用與理解」兩門課程，它們都包括普通水平與高級水平。「數學：分析與嘗試」具有更多代數、微積分與三角學的内容，而「數學：應用與理解」具有更多函數與統計的内容。[8][9]

- 組別六：藝術—科目例如「視覺藝術」、「電影」、「音樂」、「舞蹈」和「劇場藝術」。均包括普通水平与高级水平。學生亦可選修其他五個組別中的一個科目來代替此組別。

### 拓展論文
學生須在一個自選學科（不一定是考試科目，但不可是跨學科）中，撰寫一篇以四千字為限的拓展論文（Extended Essay，簡稱EE）。 這讓學生有機會探求一個自己有興趣的課題，利用在課堂及日常生活裡所學的知識及技巧作出批評、研究以及分析。這個項目需要學生的獨立研究以至論文的寫作能力。每一個學生會被分配一位監督老師，他會在整個過程中提供協助。如要完成國際文憑課程，這篇畢業論文是必須的。

## 学习者培养目标
国际文凭组织（IBO）为国际文凭大学预科课程的学习者制定了十条培养目标
，即为：
- Inquirers 積極探究
- Knowledgeable 博学多识
- Thinkers 善於思考
- Communicators 樂於溝通
- Principled 重視原則
- Open-minded 心胸开阔
- Caring 具有愛心
- Risk-takers 勇於冒險
- Balanced 身心健全
- Reflective 及时反思

## 外部連結
- . 國際文憑官網.   [2022-02-10]. （原始内容存档于2022-06-08）.